# Магия (филм)
„Магия“ е български игрален филм (романтичен) от 1996 година, по сценарий и режисура на Никола Корабов. Оператори са Димитър Гочев, Виктор Попов и Емил Трифонов.

## Актьорски състав
- Даниела Борисова – Даниела
- Деси Михайлова – Десислава
- Добрин Досев – Добрин